# Hammered
Hammered är hårdrocksgruppen Motörheads sjuttonde studioalbum, utgivet 2002.

## Låtlista
Alla låtar är skrivna och komponerade av Lemmy, Phil Campbell och Mikkey Dee utom "Serial Killer" av Kilmister. 
| Nr           | Titel               | Längd |
| ------------ | ------------------- | ----- |
| 1.           | Walk a Crooked Mile | 5:53  |
| 2.           | Down the Line       | 4:23  |
| 3.           | Brave New World     | 4:03  |
| 4.           | Voices from the War | 4:28  |
| 5.           | Mine All Mine       | 4:12  |
| 6.           | Shut Your Mouth     | 4:08  |
| 7.           | Kill the World      | 3:39  |
| 8.           | Dr. Love            | 3:49  |
| 9.           | No Remorse          | 5:18  |
| 10.          | Red Raw             | 4:04  |
| 11.          | Serial Killer       | 1:45  |
| Total längd: | Total längd:        | 45:46 |

## Medverkande
Motörhead
- Lemmy – sång, basgitarr
- Phil Campbell – sologitarr
- Mikkey Dee – trummor

Övriga
- Dizzy Reed – piano på "Mine All Mine"
- Triple H – sång på "Serial Killer"
- Bob Kulick – gitarr på "The Game"